# Jörg Friedrich
Jörg Friedrich (Erfurt, ...) è un architetto tedesco.

## Biografia
Studia all'Università di Stoccarda, dove consegue la laurea in Architettura nel 1979 e prosegue gli studi nelle Università di Perugia e Siena. Lavora dapprima come libero professionista presso il prof. Peter Poelzig a Berlino e il prof. Joachim Schurmann a Colonia; successivamente, nel 1980, insieme con B. Sammek, J. Böge e I. Lindner, fonda uno studio d'architettura, prima a Venezia ed in seguito ad Amburgo.
Nel 1986 avvia lo studio autonomo pfp-architekten, di impronta decisamente più internazionale, con sede ad Amburgo e dipendenze prima a Düsseldorf poi anche a Genova e a Roma. Nel 2008 fonda un ulteriore studio con il nome pfp-planungs GmbH.
Tra il 1983 e il 1986 è docente all'Istituto di Storia dell'Arte dell'Università di Amburgo e al Max Planck Institut di Roma (Biblioteca Hertziana) presso il prof. Luitpold Frommel, con il quale collabora a ricerche su Michelangelo e Sangallo. Dopo il periodo di studi all'Accademia Tedesca Villa Massimo a Roma ottiene nel 1987 la cattedra di progettazione Architettonica e Storia dell'Architettura all'Università di Amburgo ed in seguito alla LUH (Università “Leibniz” di Hannover).
Nel 1990 è chiamato alla "Freie Akademie der Künste" ad Amburgo e nel 1996 entra a far parte della Commissione "Kunst im öffentlichen Raum" come direttore della sezione "Baukunst". Nel 2006 è membro del "Kuratorium zum Fritz Schumacher Preis" di Amburgo, ed è in seguito socio della "Dramaturgische Gesellschaft" e della "Stiftung Baukultur", entrambe di Berlino.
Presiede innumerevoli giurie oltre che conferenze e workshop internazionali (Università di Reggio Calabria, Kestner Gesellschaft Hannover “Radical City Vision”, Università degli Studi di Roma Tre, solo per citarne alcune). Nel 2002 partecipa con i suoi studenti alla Biennale di Architettura di Venezia e nel 2005 fa parte della Commissione di valutazione dell'Accademia di Architettura di Mendrisio.
Nel 2013 viene eletto preside della Facoltà di Architettura e del Paesaggio all'Università “Leibniz” di Hannover.
Il prof. Jörg Friedrich vive e lavora tra Amburgo e Roma.

## Progetti (scelta)
- 2013 Centro internazionale di teatri e sale da concerti a Dresda[1]
- 2012 Centro Congressi di Padova
- 2012 Mainfranken Theater Würzburg
- 2011 Teatro Düsseldorfer Schauspielhaus, risanamento
- 2010 Complesso ospedaliero provinciale di Fermo
- 2010 Nuovo teatro di Gütersloh[2]
- 2010 Nuovo ospedale di Darmstadt e scavi dell'antica sinagoga liberale[3][4]
- 2010 Teatro Schauspielhaus Nürnberg[5][6]
- 2009 Liceo, centro sportivo, spazi per il tempo libero, Francoforte-Riedberg
- 2009 Complesso ospedaliero provinciale di Camerano, Ancona
- 2008 Centro di formazione professionale della Camera dell'Artigianato, Harburg - Hamburg[7]
- 2008 Opera "Unter den Linden", Berlino,
- 2008 Sede amministrativa ed uffici navali "Rainvillenterrassen", Amburgo
- 2008 Laboratori teatrali, Radebeul/Dresda
- 2008 "Bavaria Gelände", Hamburg St. Pauli[8]
- 2007 Centro direzionale "Ericusspitze" Hafencity, Amburgo
- 2006 Alloggi sulla Kaiserkai, Hafencity, Hamburg[9]
- 2006 iPost, centro amministrativo di Poste Italiane, Roma
- 2005 Sala da concerti, Breslau (Polonia)
- 2003 Centro sportivo e alloggi, Münster[10]
- 2003 Teatro e laboratori in Erfurtref[11][12]
- 2002 Mensa universitaria e Auditorium Maximum, Flensburg[13]
- 2002 Istituto di Istruzione Superiore, Salisburgo-Urstein
- 2002 MAV Museo Nazionale dell'Audiovisivo, Palazzo dei Congressi, Roma
- 2001 Piazza e ricostruzione del Museo di Santa Corona, Vicenza
- 2001 Scuola in Piazza delle Erbe, Genova
- 2001 Restauro del teatro "Kleines Festspielhaus", Salisburgo
- 2000 Scuola elementare con palestra, Francoforte sul Meno, Rebstock
- 1998 Accademia Ufficiali, centro sportivo e restauro del complesso residenziale ottocentesco, Dresda[14][15]
- 1998 Residenze studentesche, Mensa e palazzetto dello sport, per il Liceo regionale "St. Afra", Meißen
- 1997 Centro di Cura dell'Anziano, casa di riposo e scuola dell'Infanzia a „St Loyen“, Lemgo[16]
- 1993 Centro direzionale dell'azienda elettrica municipale, Witten/Westfalen[17][18]
- 1992 Redazione centrale e amministrativa "Der Spiegel" am Deichtor, Amburgo
- 1986 Centro direzionale e polo produttivo per la Seca GmbH, Amburgo

## Premi
- 2010 Premio all'Architettura dalla BDA Hamburg: 1º premio per la Camera dell'Artigianato di Amburgo [Elbcampus Handwerkskammer Hamburg];
- 2008 Premio all'Architettura dalla BDA Hamburg: 3º premio per alloggi nell'area Bavaria [Wohnungsbau aus dem Bavariagelände];
- 2008 Premio all'Architettura dalla BDA Hamburg: menzione speciale per alloggi nella Hafencity [Wohnungsbau in der Hafen City am Kaiserkai];
- 2008 Annuario Architektur in Hamburg, Beste Projeckte 1989-2008: 1º premio per la Camera dell'Artigianato di Amburgo [Elbcampus Handwerkskammer Hamburg]
- 2007 Architekten und Ingenieurverein Hamburg: premio Bauwerk des Jahres 2007 per alloggi nell'area Bavaria [Wohnungsbau aus dem Bavariagelände];
- 2007 Premio Lebendige Stadt per i parcheggi terrazzati a Göhren [Parkterrasse in Göhren]
- 2004 Stato federale della Turingia: premio per l'Architettura e la Pianificazione Urbana per il Teatro dell'Opera di Erfurt [Opernhaus – Theater Erfurt]
- 2000 Premio Arte e Architettura della Neuer Sächsischer Kunstverein Dresden
- 1997 Menzione speciale Auszeichnung Guter Bauten per il Centro Amministrativo della città di Witten
- 1989 Premio di Architettura Recklinghausen Justizfortbildungs-Akademie Nordrhein-Westfalen
- 1987 Premio della Repubblica Federale Tedesca, Accademia di Villa Massimo, Roma
- 1986 Premio per la promozione della città di Amburgo Fritz Schumacher Preis
- 1986 Premio dello Stato Federale Nordrhein Westfalen per la promozione di giovani artisti

## Esposizioni (scelta)
- 2007 Museo dell'Architettura di Francoforte: "Un nuovo Stato in costruzione, l'architettura moderna dei nuovi stati federali in Germania"
- 2005 Museo Tedesco dell'Architettura (Francoforte), "Giuseppe Terragni – Modelli di una architettura razionale", curatore
- 2004 Hannover, "Radical City Vision", Kestner Gesellschaft
- 2003 Amburgo, Museo Storico, "Il sogno della città sul mare", (Comitato scientifico e allestimento)
- 2003 Partecipazione all' "Estate dell'Architettura di Amburgo"
- 2002 Partecipazione alla Biennale di Architettura a Venezia
- 2001 Erfurt, "Theatervision"
- 1998 Aachen, Nuova Galleria della Collezione Ludwig
- 1997 Rotterdam, Galleria dell'Istituto Olandese di Architettura
- 1997 Amburgo, Freie Akademie der Künste, "L'opera di Luigi Snozzi", curatore
- 1994 Amburgo, Galleria di Architettura Renate Kammer
- 1987 Roma, Galleria dell'Architettura Sala Uno

## Pubblicazioni (scelta)
- 2012 Jahrbuch Architektur in Hamburg, Junius Verlag, Hamburg, (vedi anche: 1989, 1992-1995, 1997, 1999, 2002-2004, 2006-2008, 2011)
- 2012 AIT, Architektur, Innenarchitektur, Technisches Ausbau, Alexander Koch, Berlin, (vedi anche 1999)
- 2011 Ivana Paonessa, Jörg Friedrich – Theaters, Jovis Verlag, Berlin,
- 2010 Fondazione Teatro Municipale di Norimberga, Das neue Schauspielhaus Nürnberg, Henschel Verlag, Leipzig
- 2008 Martin Frenzel (a cura di), Eine Zierde unserer Stadt, Justus von Liebig Verlag, Darmstadt
- 2008 Sybille Kramer (a cura di), Town Houses, Verlagshaus Braun, Salenstein, Svizzera
- 2005 Jörn Walter (a cura di), Pläne, Projekte, Bauten, Verlagshaus Braun, Salenstein, Svizzera
- 2005 FLARE, Architectural Lighting Magazine, n°38, Editrice Habitat, Milano,
- 2004 Guy Montavon (a cura di), Theater Erfurt, Räume für Visionen, Erfurt Theater, Erfurt
- 2004 Bauwelt, Berlino, (vedi anche 1996)
- 2003 Dirk Meyhöfer, ARC-HH, Architektur made in Hamburg, Junius Verlag, Hamburg,
- 2002 Jörg Friedrich (a cura di), Radical City Vision, Modelle einer Stadtplanung für Hannover, Niggli Verlag, Zurigo
- 1999 Jörg Friedrich, Dierk Kasper (a cura di), Giuseppe Terragni, Modelle einer rationalen Architektur, Niggli Verlag, Zurigo
- 1997 Jörg Friedrich, J. Christoph Bürkle (a cura di), Luigi Snozzi, Städtebauen, Niggli Verlag, Zurigo
- 1995 Jörg Friedrich, L'architettura della democrazia, ABITARE n°344, Editrice Abitare Segesta, Milano
- 1994 Ingeborg Flagge (a cura di), Jörg Friedrich, Hauptverwaltung Stadtwerke Witten, Ernst und Sohn, Berlin